# Династия Нгуен
Династия Нгуен (вьет. Nhà Nguyễn; 1802—1945) — последняя императорская династия во Вьетнаме. Их наследственную линию можно проследить до начала нашей эры. Тем не менее только к середине XVI века самая амбициозная семейная ветвь, князья Нгуен, завоевали и установили феодальное правление на большой территории.
Тринадцать императоров династии Нгуен восседали в Хюэ в течение 143 лет. После французской колонизации с 1884 года правили Аннамом в качестве протектората Французской республики.

## История

### Князья Нгуены
Во время правления династии Ле три феодальных дома Маки, Нгуены и Чини входили в элиту вьетнамского общества. В XVI—XVII веках они воевали между собой за реальную власть в стране, которая всё больше уходила из рук Ле. Фактически страна была разделена на северную часть, где правили Чини, и южную, где управляли Нгуены.
В 1771 году произошло восстание Тэйшонов, начавшееся как народное. К 1773 году Тэйшонам удалось захватить значительную часть земли Нгуенов, утвердиться в городе Куинён. Чини, видя, что позиции Нгуенов ослабли, захватили их столицу Фусуан. В 1775 году Чини заключили с Тэйшонами договор и намеревались бороться с Нгуенами руками восставших. В свою очередь один из предводителей восстания Нгуен Хюе показал силу своей армии, захватив город Фуиен. Флот Тэйшонов в 1776 году высадился в дельте Меконга, и к следующему году повстанцам удалось захватить всю территорию Намки. В 1778 году Нгуен Няк провозгласил себя императором, а братьев князьями, основав государство Тэйшонов. К этому моменту из клана Нгуенов в живых остался только Нгуен Фук Аня, которому удалось бежать сначала на Фукуок, а затем в Сиам при помощи французского миссионера Пиньо де Беэна.
В 1784 году при поддержке армии Сиама Нгуен Фук Аню удалось вернуть западную часть Зядинь. Сын Нгуен Аня, принц Кань, при посредничестве Пиньо де Беэна отправился во Францию, просить военной помощи. Но в 1785 году Тэйшоны выбили сиамцев с захваченных земель вместе с Нгуен Анем. Параллельно они осуществили поход на Чиней, и 21 июля 1786 года был взят Тханглонг. Формально, восставшие восстановили власть Ле от Задиня до Бакха.

### Основание династии
28 ноября 1787 года во Франции был подписан Версальский договор, по которому французы обещали восстановить власть правителя Нгуен Аня, а взамен получали порт Хойан и некоторые другие привилегии. Однако договор не был осуществлён из-за революции, вспыхнувшей во Франции:122—123.
Благодаря поддержке населения на юге, армии Сиама и французских шпионов Нгуен Аню удалось снова закрепиться в Зядине. Тэйшоны вели войну с маньчжурцами, и к 1792 году в армии Нгуенов насчитывалось уже около 140 тысяч человек, 20 артиллерийских групп, 200 боевых слонов, подразделения саперных войск (в которых были плотники, слесари, оружейники и др.) и хорошо налаженная разведка. Первая высадка в районе Биньтхуан закончилась неудачно, отряд Нгуен Аня из 6000 человек был отброшен. Было предпринято несколько попыток захватить Куньён, и с третьего раза в 1799 году город сдался. На завоёванных территориях Нгуен Ань проводил мудрую политику «умиротворения», не разграбляя местных крестьян, а доставляя провизию из Зядина. Решающее сражение в заливе Тхинай произошло в начале 1801 года, с обеих сторон были большие потери, на стороне Нгуен Аня участвовали европейцы. Затем были взяты города Куангнам, Куангнгай и Фусуан. В 1802 году в Фусуане была проведена церемония коронации Нгуен Аня, который стал первым императором династии Нгуен, под именем Нгуен Тхе-то и девизом Зя Лонг. 20 июля этого же года он захватил Тханглонг, жестоко расправился с участниками восстания, и государство Тэйшонов перестало существовать:125—132.

### Структура нового государства
В первые годы своей власти император укреплял государственный аппарат, а поскольку почти все его родственники были уничтожены, он опирался на генералов армии, которые провели с ним время в изгнании или проявили себя в борьбе с Тэйшонами, в том числе и на тех, кто перешёл на его сторону из стана противника. Наиболее крупными чиновниками стали полководцы Нгуен Ван Нян, Нгуен Ван Чыонг, Ле Ван Зюет, Ле Тят, Нгуен Ван Тхань:133—140.
Сразу после захвата власти в Китай было снаряжено посольство с данью, чтобы установить традиционные отношения с северным соседом. В 1804 году правящая в Китае династия Цин признала Тхе-то и выдала ему инвеституру на управление. Новый правитель потребовал, чтобы страна перестала называться Аннам (умиротворённый юг), а стала носить имя Намвьет, как символ объединения севера и юга. Маньчжурский император усмотрел в этом названии претензии на его территории и предложил компромиссное название Вьетнам:241—243.
Были учреждены шесть столичных ведомств:142:
1. личного состава и назначений чинов (бо лай),
2. церемоний (бо ле),
3. финансов (бо хо), со своим монетным двором и монополией на выпуск денег,
4. военных дел (бо бинь),
5. юстиции (наказаний) (бо хинь),
6. общественных работ (бо конг).

Постепенно к 1832 году эта структура была внедрена и на местах в провинциях:146—147.

### Период самостоятельного управления

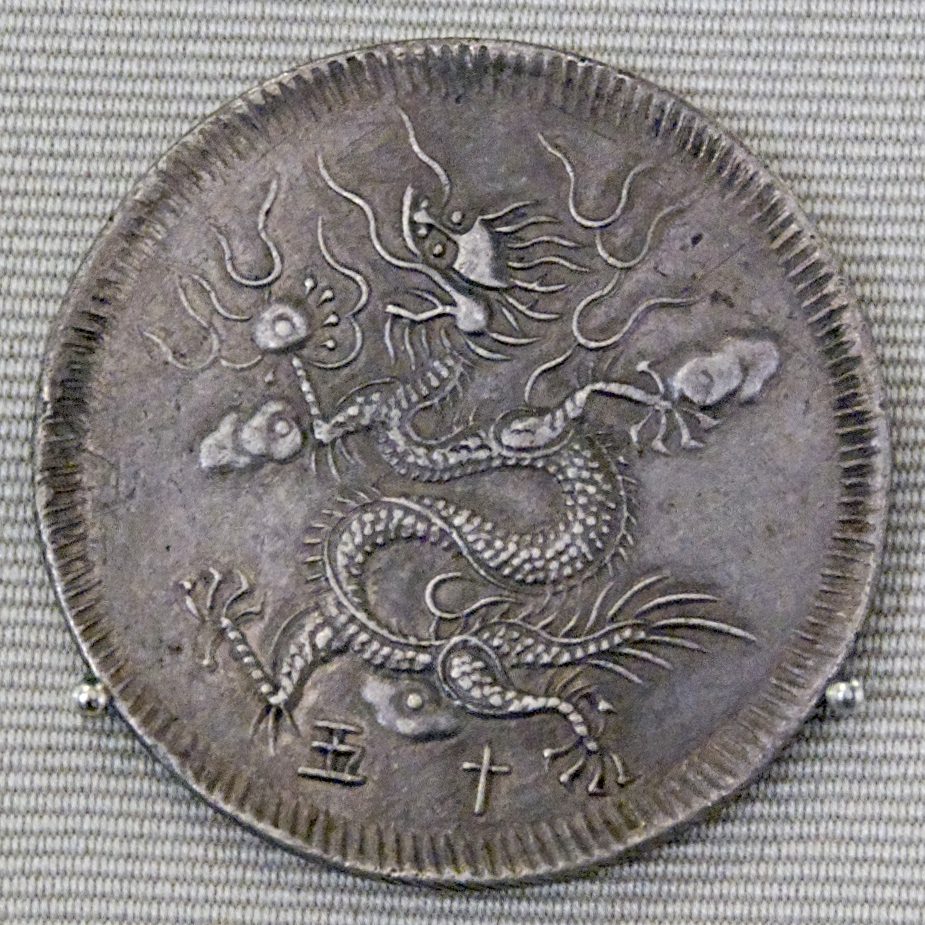
Монета, чеканки 1833 года с гербом династии Нгуен

Тхе-то умер в 1820 году, за три года до смерти в непростой политической борьбе его преемником стал четвёртый сын Нгуен Тхань-то:149. Во время своего правления Тхань-то пытался укрепить центральную власть, поставив под контроль государства добычу полезных ископаемых, производство и продажу риса. Заменял военных чиновников отца на гражданских. Изменил налоговую систему в сторону увеличения налогов, столкнув интересы чиновников и помещиков. Перестроил всю финансовую систему. Тхань-то уделял внимание земледелию и притеснял торговлю. Во время его правления произошли 234 крестьянских восстания, самым крупным из которых было восстание Ле Ван Кхоя, продолжавшееся три года (1833—1836).
Восстание поддержала армия Сиама, и с тех пор это государство стало восприниматься как враг. С другими соседями отношения тоже были напряжёнными. Вьетнам присоединил землю Чаннинь, Камбоджа и Луангпхабанг признавали себя вассалами и присылали дань в Хюэ. А поддерживаемый Вьетнамом Вьентьян был захвачен Сиамом. Тхань-то по-прежнему выплачивал дань Цинам, но отношения эти всё больше становились формальными, а когда маньчжурская армия, преследуя своих преступников, вошла на территорию северного Вьетнама, он выслал туда войска и встал на защиту границ. С европейцами держался независимо, не принимал подарки англичан и французов, преследовал католических миссионеров.
В начале 1841 года Тхань-то умер, оставив страну в обстановке относительной стабильности.

## Французский протекторат
Наполеон III предпринял первые шаги для установления французского колониального влияния в Индокитае. В 1858 году он одобрил начало карательной экспедиции, чтобы наказать вьетнамцев за плохое обращение с европейскими католическими миссионерами и заставить суд принять французское присутствие в стране. Однако экспедиция быстро переросла в полное вторжение. Факторами решения Наполеона были вера в то, что Франция рискует стать второсортной державой, не увеличивая свое влияние в Восточной Азии, и растущая идея о том, что у Франции есть цивилизационная миссия. К 18 февраля 1859 года Франция завоевала Сайгон и три южных вьетнамских провинции: Бьен-ГоаБиен Хоа, Гиа Динь и Динь Тыонг.
К 1862 году война закончилась, и по Сайгонскому договору Вьетнам был вынужден уступить три провинции на юге, которые стали колонией французской Кохинхины. По следующему Договору 1863 года во Вьетнаме были открыты три порта для торговли с Францией, разрешен свободный проход французских военных кораблей в Кампучию (что привело к французскому протекторату Кампучии), получена свобода для французских миссионеров, а Франция получила большую контрибуцию. Франция не вмешивалась в поддерживаемое христианами восстание вьетнамцев в Бакбо (несмотря на призывы миссионеров), а также в последующую резню тысяч христиан после восстания, предполагая, что преследование христиан спровоцировало первоначальное вмешательство.

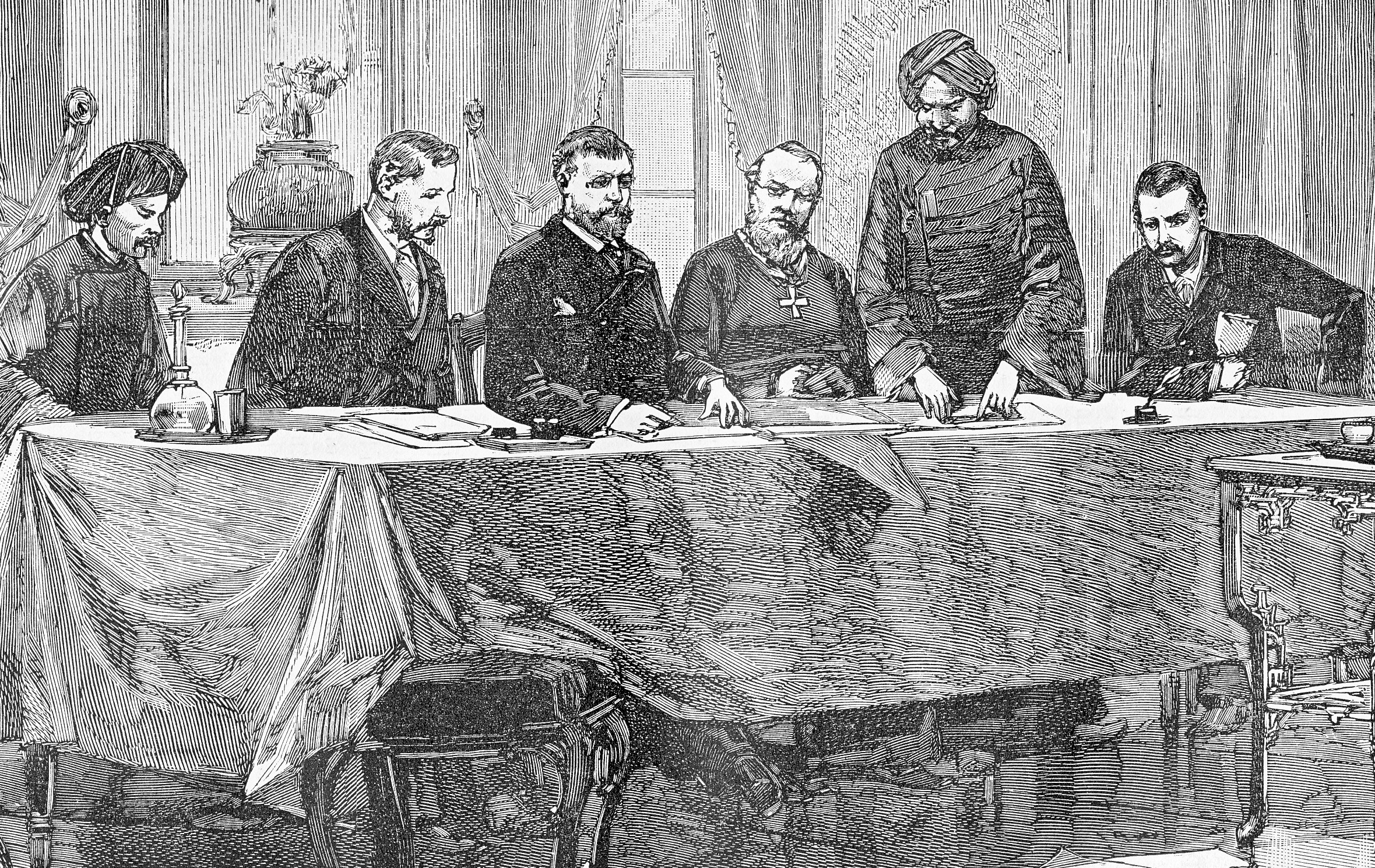
Подписание Хюэйского договора 25 августа 1883 года

В последующие десятилетия Вьетнам постепенно был поглощён французским контролем. Второй Сайгонский договор от 1874 года повторил положения предыдущего договора. Когда и Китай, и Франция заявили о своем суверенитете над вьетнамской территорией, Франция сочла договор невыполненным и занял Ханой в 1882 году. Хюэйский договор 1883 года привёл к тому, что остальной Вьетнам стал французским протекторатом, разделенным на протектораты Аннам и Тонкин. Однако, условия договора были признаны чрезмерно жёсткими в французских дипломатических кругах и не ратифицировались во Франции. Смягченный вариант предыдущего договора был подписан 1884 году.
После этого династия Нгуен лишь номинально управляла французскими протекторатами. В 1887 году Аннам, Тонкин и Кохинхина были объединены с соседним камбоджийским протекторатом, образовав Союз французского Индокитая, который стал административной составляющей. Французское правление принесло во Вьетнам католицизм и латинский алфавит. Правописание, использованное во вьетнамской транслитерации, было португальским, так как французы полагались на словарь, составленный ранее португальским священнослужителем.

## Схема императоров династии
|                      |                      |  |                               |                               |  |                         |                         |  |                        |                        |  |                      |                      |
|                      |                      |  |                               |                               |  | 1 Тхэ-то 1802—1819      |                         |  |                        |                        |  |                      |                      |
|                      |                      |  |                               |                               |  |                         |                         |  |                        |                        |  |                      |                      |
|                      |                      |  |                               |                               |  | 2 Тхань-то 1820—1840    |                         |  |                        |                        |  |                      |                      |
|                      |                      |  |                               |                               |  |                         |                         |  |                        |                        |  |                      |                      |
|                      |                      |  |                               |                               |  | 3 Хьен-то 1841—1847     |                         |  |                        |                        |  |                      |                      |
|                      |                      |  |                               |                               |  |                         |                         |  |                        |                        |  |                      |                      |
|                      |                      |  |                               |                               |  |                         |                         |  |                        |                        |  |                      |                      |
| 4 Зук-тонг 1847—1883 | 4 Зук-тонг 1847—1883 |  | Тхоạй Тхай-выонг              | Тхоạй Тхай-выонг              |  |                         |                         |  | Кьен Тхай-выонг        | Кьен Тхай-выонг        |  | 6 Фе-де 1883         | 6 Фе-де 1883         |
|                      |                      |  |                               |                               |  |                         |                         |  |                        |                        |  |                      |                      |
|                      |                      |  |                               |                               |  |                         |                         |  |                        |                        |  |                      |                      |
|                      |                      |  | 5 Кунг-тонг 1883              | 5 Кунг-тонг 1883              |  | 9 Кань-тонг 1885—1889   | 9 Кань-тонг 1885—1889   |  | 8 Хам-нги-де 1884—1885 | 8 Хам-нги-де 1884—1885 |  | 7 Зян-тонг 1883—1884 | 7 Зян-тонг 1883—1884 |
|                      |                      |  |                               |                               |  |                         |                         |  |                        |                        |  |                      |                      |
|                      |                      |  | 10 Тхань-тхай фе-де 1889—1907 | 10 Тхань-тхай фе-де 1889—1907 |  | 12 Хоанг-тонг 1916—1925 | 12 Хоанг-тонг 1916—1925 |  |                        |                        |  |                      |                      |
|                      |                      |  |                               |                               |  |                         |                         |  |                        |                        |  |                      |                      |
|                      |                      |  | 11 Зуи-тан фе-де 1907—1916    | 11 Зуи-тан фе-де 1907—1916    |  | 13 Бао-дай-де 1925—1945 | 13 Бао-дай-де 1925—1945 |  |                        |                        |  |                      |                      |
|                      |                      |  |                               |                               |  |                         |                         |  |                        |                        |  |                      |                      |
|                      |                      |  |                               |                               |  |                         |                         |  |                        |                        |  |                      |                      |